# Bombus canariensis
El abejorro canario (Bombus canariensis), también conocido como abejón es una especie de abejorro muy cercana al abejorro común (Bombus terrestris) de la que se diferencia principalmente por su coloración. Aunque se ha logrado hibridar ambas especies en laboratorio no existen pruebas de que estos sean fértiles.

## Descripción
Se distingue de especies próximas por su coloración: completamente negra en la hembra excepto los últimos segmentos, que son blancos, mientras que los machos presentan algunos pelos amarillos en la parte anterior del collar.

## Distribución
Es endémico de las Islas Canarias, habitando de forma natural todo el archipiélago excepto las dos islas más orientales: Lanzarote y Fuerteventura. En esta última ha sido introducida de forma artificial para la polinización de tomates y melones en invernadero, aunque aún no se ha registrado su naturalización.

## Biología
Las colonias cuentan con las tres castas (reina, obreras y machos). Los nidos son construidos en el suelo. Se alimentan visitando gran cantidad de plantas.

## Parásitos
Se sabe que este abejorro se ve afectado por algunos parásitos, como el ácaro forético Parasitellus fucorum, que se encuentra en sus nidos y aprovecha la aparición de reinas fundadoras para propagarse.

## Conservación
Esta especie está incluida dentro de la categoría del Catálogo de Especies Amenazadas de Canarias como "especie de interés especial". Se observa una importante regresión en sus poblaciones, posiblemente debido a que es desplazado por la especie introducida Bombus terrestris.